# Tomáš Káňa
Tomáš Káňa (* 4. května 1966 Ivančice) je český jazykovědec a germanista, který působí na Pedagogické fakultě Masarykovy univerzity, Ústavu germanistiky Vídeňské univerzity a na Ústavu germanistiky na Univerzitě ve Štýrském Hradci. Zaměřuje se především na korpusovou lingvistiku a kontrastivní jazykový výzkum.

## Život
V roce 1993 vystudoval magisterské studium německé a anglické filologie na Filozofické fakultě Palackého univerzity a v roce 2003 pak úspěšně zakončil na stejné fakultě doktorské studium německého jazyka. Od roku 1993 působí na Pedagogické fakultě Masarykovy univerzity na katedře německého jazyka a literatury. Habilitoval se v roce 2017 na Filozofické fakultě Masarykovy univerzity.
Patří mezi zakladatele prvního funkčního paralelního korpusu pro češtinu a němčinu, který byl vytvořený v roce 2003. Od roku 2005 je součástí týmu budujícího korpus InterCorp pro německý jazyk.
V roce 2019 byl jmenován proděkanem pro bakalářské studium a přijímací řízení na Pedagogické fakultě Masarykovy univerzity a na stejné fakultě působí jako vedoucí katedry německého jazyka a literatury.
Je členem České asociace germanistů, Spolku germanistů a učitelů němčiny a Der Österreichische Verband für Deutsch als Fremd- und Zweitsprache.